# Henry Nielebock

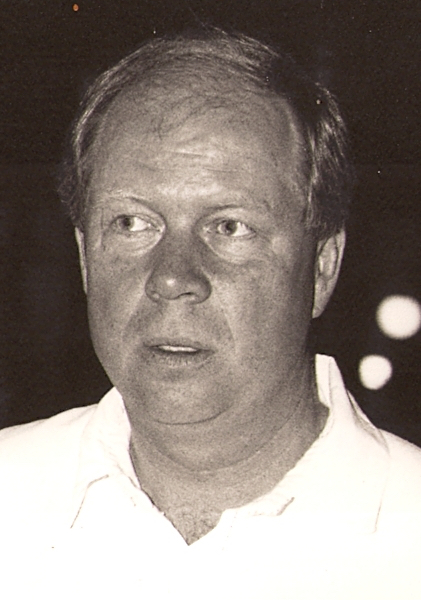
Henry Nielebock

Hans-Jürgen Henry Nielebock (* 11. Juli 1943 in Berlin) ist ein deutscher Architekt, Musiker, Filmemacher, Rennfahrer und Autor.

## Leben
In den 1960er Jahren gründete Nielebock mit unterschiedlichen Musikern verschiedene Bands. Bekannt wurde die Umbrella Jazz Band. Später dann die Magics, eine Rock-and-Roll-Band. Sänger der Band war Drafi Deutscher, mit dem die Band zahlreiche Titel einspielte, der bekannteste davon ist Marmor, Stein und Eisen bricht.
Von 1972 bis 1977 war Henry Nielebock wissenschaftlicher Assistent an der TU Berlin bei Dietmar Grötzebach. Anschließend gründete er das Architekturbüro Nielebock und Partner in der Fasanenstrasse 13, das in den 1980er und 1990er Jahren Bauten, vor allem in Berlin, realisierte. Ab 1985 arbeitete er zusätzlich als Filmarchitekt, später, nach der Gründung der Filmfirma „Krümelfilm“, auch als Produzent. Ab 1994 wurde er auch als Motorsportler bekannt und nahm an Autorennen in Europa teil, bis ein schwerer Unfall 2010 seine Motorsportaktivitäten einbremste. Henry Nielebock gab darüber hinaus einige Bücher zum Thema Architektur heraus.

## Architektur
Nach einer Zimmermannslehre beendete Nielebock 1965 das Studium des Hochbaues an der Ingenieurakademie Berlin. Danach arbeitete als Architekt bei der amerikanischen Bauabteilung in Berlin im Bereich Planung und Realisation der Radarstation auf dem Teufelsberg. Später wurde er Mitarbeiter in der Architektengruppe Schreck/Bassenge/Puhan-Schulz. Aufgabenbereich war die Durchführung von Architektenwettbewerben und die Realisation der Deutschen Schule in Washington. Es folgte ein weiteres Studium (Dipl.-Ing.) an der TU-Berlin. Thema der Diplomarbeit war: Integration von öffentlichen Bildungseinrichtungen in die städtische Struktur, „Schwerpunkte Sozialbauten“. Bis 1977 arbeitete er als Wissenschaftlicher Assistent am Lehrgebiet „Einführen in Entwerfen und Baukonstruktion“ bei Dietmar Grötzebach. 1978 gründete er sein eigenes Architektenbüro, ab 1979 eine Bürogemeinschaft mit Siegfried „Siggi“ Hein, später dann Nielebock & Partner. Nielebock hatte Gastprofessuren in Berlin und Dortmund inne, es wurden Projekte realisiert, überwiegend im Wohnungsbau, Kindergärten und Bürohäuser in Berlin und Potsdam, sowie Teilnahmen an Wettbewerben mit Auszeichnungen und Preisen. 1994 schrieb er seine Dissertation bei Hans-Joachim Aminde mit dem Titel: Der Wandel der Kriterien bei der Anlage und Nutzung von Stadtplätzen, aufgezeigt am Beispiel der Stadt Berlin (später erschien das Buch dazu: Berlin und seine Plätze).

### Ausgeführte Bauten (Auswahl)
- 1979: Wohnanlage Cunostraße (152 Wohnungen) in Berlin-Wilmersdorf
- 1980: Kindertagesstätte Friedrichshaller Straße in Berlin-Schmargendorf
- 1981: Wohnhaus Hagenplatz (9 Wohnungen) in Berlin-Grunewald
- 1982: Eine der Stadtvillen an der Rauchstraße (25 Wohnungen) ein IBA-Projekt in Berlin-Tiergarten
- 1984: Wohn- und Geschäftshaus Nachodstraße/Grainauer Straße (36 Wohnungen) in Berlin-Schöneberg
- 1986: Wohnbebauung Wilhelmsaue (83 Wohnungen) in Berlin-Wilmersdorf
- 1986: Wohnbebauung Helmholtzstraße (57 Wohnungen) in Berlin-Charlottenburg
- 1987: Kindertagesstätte Neudecker Weg, Berlin-Neukölln
- 1989: Bebauung am Oliver Platz (34 Wohnungen), Berlin-Wilmersdorf
- 1992: IBA Belgrad [Deutscher Beitrag] – (12 Wohnungen)
- 1993: Bebauung Kirchsteigfeld (2500 Wohneinheiten, ca. 20.000 m² Gewerbefläche, 2 Schulen und 7 Kitas) in Potsdam [mit weiteren fünf Architekten]
- 1995: Wohnbebauung Karow Nord III (41 Wohnungen) in Berlin-Karow
- 1997: Bebauung Jägerallee (72 Wohnungen, 2 Bürohäuser) in Potsdam
- 1998: Wohnhäuser Virchowstraße (4 Stadtvillen) in Potsdam
- 2013: Villa Hundekehle in Berlin (mit Büro Bernd Faskel)

### Wettbewerbs-Preise
- 1979: IBA-Projekt Rauchstraße, Berlin-Tiergarten – 1. Preis
- 1982: Magdeburger Platz, Berlin-Tiergarten – 1. Preis
- 1984: Hotel Juliusturm Berlin-Spandau – 1. Preis
- 1985: Winterfeldstraße, Berlin-Schöneberg  – 1. Preis
- 1986: Werderstraße, Berlin-Tempelhof – 1. Preis
- 1987: Malteserstraße, Berlin-Lankwitz/Marienfelde  – 1. Preis
- 1988: Rathenauplatz, Berlin-Grunewald – 1. Preis
- 1989: Victoria-Areal, Berlin-Charlottenburg – ein 1. Preis

## Musik
Anfang der 1960er spielte Nielebock mit verschiedenen Musikern und Bands (Umbrella Jazz Band, Ur-Magics) und den Magics in den damaligen angesagten Jazz- und Rock-Kneipen Berlins, vor allem in denjenigen, die für die amerikanischen Besatzungssoldaten eingerichtet waren, zum Beispiel „Players Inn“, „Playmate“ „Club 45“ und „Western Saloon“.
Die endgültigen Bandmitglieder der Magics waren:
- „Andy“ Nielebock  (Bassgitarre)
- Tom Wetzel (Schlagzeug)
- Lothar Ferchland (Rhythmusgitarre)
- Walter Stein (Leadgitarre)

Walter Stein war der Sohn des damaligen Berliner Kultursenators Werner Stein. Drafi Deutscher wurde dann zu ihrem Leadsänger. Drafi Deutscher and his Magics wurden in den 1960er Jahren u. a. mit Songs wie Shake Hands, Teeny, Keep Smiling, Cinderella Baby, Heute male ich dein Bild, Cindy Lou und Nimm mich so wie ich bin zu einer der erfolgreichsten Bands Deutschlands. Mit Marmor, Stein und Eisen bricht waren sie wochenlang die Nummer 1 in den Charts. Es folgten Tourneen (die erste war mit Cliff Richard und den Shadows, die Magics bildeten zusammen mit Drafi die Vorgruppe). Fernsehauftritte gab es u. a. bei Musik aus Studio B (Moderator Chris Howland) und Der goldene Schuß. 1966 schaffte die Band es in die Chronik der Deutschen 1966 (Chronik Verlag). Die Songs Hallo little Girl und Honey Bee wurden unter The Magics and Drafi veröffentlicht.
Nach der Trennung von Drafi Deutscher veröffentlichten The Magics noch die Titel Mr. Tambourine Man und Crying in the Morning, dann trennte sich die Band. „Andy“ Nielebock versuchte eine Solokarriere mit dem Titel Die Liebe kommt und geht, mit dem er auf der Funkausstellung 1967 auftrat. In den 1990er Jahren kaufte er zusammen mit dem Posaunisten Bernd Schiel die traditionelle Jazz-Kneipe „Ewige Lampe“, um zu verhindern, dass diese zu einer Pizzeria umgewandelt wird. Einen letzten Auftritt hatten die Magics zusammen mit Drafi Deutscher 2005 auf der Berliner Waldbühne vor ca. 14.000 Zuschauern.

## Film
Im Jahr 1985 heiratete Nielebock die Tochter des Filmproduzenten Horst Wendlandt. Im selben Jahr drehte Wendlandt in den CCC-Film Studios Otto – Der Film, bei dem Nielebock sein Debüt als Filmarchitekt hatte, zusammen mit Hans-Jürgen Kiebach (1972 Oscarpreisträger für bestes Szenenbild im Film Cabaret)
Weitere Produktionen als Filmarchitekt:
- Beim nächsten Mann wird alles anders, 1989, Regie: Xaver Schwarzenberger
- Cosimas Lexikon, 1992, Hauptrolle Iris Berben, Regie: Peter Kahane

1991 gründete er dann zusammen mit seiner damaligen Frau die Filmproduktionsfirma Krümelfilm.
Als Mitproduzent produzierte er:
- Ein Produzent hat Seele oder keine, ein Film über Horst Wendlandt, Regie Volker Schlöndorff[11]
- Rennschnecken
- Schrott – Die Atzenposse, Regie: Axel Hildebrand

Die drei folgenden Dokumentationsfilme produzierten Nielebock und seine damalige Frau mit Menschen, die ihnen freundschaftlich und familiär verbunden waren:
- Die Glocke der Lutine, in der Hauptrolle Vadim Glowna, Regie und Kamera Rolf Liccini, Szenenbild Will Kley
- The Magics – Ein Stück deutscher Musikgeschichte, in Erinnerung an Drafi Deutscher, Regie und Kamera Rolf Liccini
- Mein Vater Horst Wendtlandt, in Erinnerung an Horst Wendlandt, Regie und Kamera Rolf Liccini

Die Produktionsfirma Krümelfilm wurde 2015 aufgelöst.

## Rennsport
Anfang der 1990er Jahre begann Nielebock mit dem Rennsport. Bis 2010 fuhr er viele Rennen auf Rennstrecken in ganz Europa:
- Veedolpokal (VLN Langstreckenmeisterschaft Nürburgring)
- Nürburgring (1994 3. Platz beim 24-Stunden-Rennen)
- Divinol Cup
- Hockenheimring – Deutschland
- Monza – Italien
- Spa – Belgien (1996 2. Platz beim 1000-km-Rennen)
- Lausitzring – Deutschland
- Hungaroring – Ungarn
- Salzburgring – Österreich

## Publikationen
- Entwerfen im Projektstudium. 1976.
- Dietmar Grötzebach: Zum Berufsbild des Architekten. 1977, K02073-214325.[12]
- Berlin und seine Plätze. Strauss Verlag, Potsdam 1996, ISBN 3-929748-06-1.
- Die Rolextaucher. In: Werner Eckelt: Requiem auf West-Berlin. 2000, ISBN 3-89487-371-X, S. 139.
- mit Richard Röhrbein und Jürgen Tietz: Architekt des Grünen Zimmers. 2008, ISBN 978-3-86886-001-6.
- Mensch, Henry! Self-debunking. Biografie. 2018, ISBN 978-3-943713-29-9.